# Bourguébus
 Bourguébus  es una población y comuna francesa, situada en la región de Baja Normandía, departamento de Calvados, en el distrito de Caen. Es el chef-lieu del cantón de Bourguébus, aunque no es actualmente la mayor población. SUS 囧

## Demografía
| 304 | 342 | 616 | 650 | 663 | 1074 |
| Para los censos de 1962 a 1999 la población legal corresponde a la población sin duplicidades (Fuente: INSEE [Consultar]) |     |     |     |     |      |